# アーサー・シュミット
アーサー・シュミット（Arthur Schmidt、1937年6月17日 - 2023年8月5日）は、アメリカ合衆国の編集技師。ロバート・ゼメキス作品への参加で知られ、『ロジャー・ラビット』と『フォレスト・ガンプ/一期一会』でアカデミー編集賞を受賞。
父は同じく編集技師のアーサー・P・シュミットであり、『サンセット大通り』での仕事ぶりを見て自分も編集技師を目指すようになったという。

## フィルモグラフィ
- Oh!外人部隊 The Last Remake of Beau Geste (1977)
- ジョーズ2 Jaws 2 (1978)
- ジェリコ・マイル/獄中のランナー The Jericho Mile (1979、テレビ映画)
- 歌え!ロレッタ愛のために Coal Miner's Daughter (1980)
- マジック・ボーイ The Escape Artist (1982)
- バディ・システム The Buddy System (1984)
- 家族の絆 Firstborn (1984)
- ファンダンゴ Fandango (1985)
- バック・トゥ・ザ・フューチャー Back to the Future (1985)
- 殺したい女 Ruthless People (1986)
- わがままエンジェル You Ruined My Life (1987、テレビ映画)
- ロジャー・ラビット Who Framed Roger Rabbit (1988)
- バック・トゥ・ザ・フューチャー PART2 Back to the Future Part II (1989)
- バック・トゥ・ザ・フューチャー PART3 Back to the Future Part III (1990)
- ロケッティア The Rocketeer (1991)
- 永遠に美しく… Death Becomes Her (1992)
- ラスト・オブ・モヒカン Last of the Mohicans (1992)
- アダムス・ファミリー2 Addams Family Values (1993)
- フォレスト・ガンプ/一期一会 Forrest Gump (1994)
- バードケージ The Birdcage (1996)
- チェーン・リアクション Chain Reaction (1996)
- コンタクト Contact (1997)
- パーフェクト・カップル Primary Colors (1998)
- ホワット・ライズ・ビニース What Lies Beneath (2000)
- キャスト・アウェイ Cast Away (2000)
- パイレーツ・オブ・カリビアン/呪われた海賊たち Pirates of the Caribbean: The Curse of the Black Pearl (2003)
- The Chumscrubber (2005)

## 受賞歴
アカデミー賞
- ノミネート: 編集賞 - 1980年『歌え!ロレッタ愛のために』
- 受賞: 編集賞 - 1988年『ロジャー・ラビット』
- 受賞: 編集賞 - 1994年『フォレスト・ガンプ/一期一会』

アメリカ映画編集者協会賞
- 受賞: テレビスペシャル編集賞 - 1979年『ジェリコ・マイル/獄中のランナー』
- ノミネート: 長編映画編集賞 - 1980年『歌え!ロレッタ愛のために』
- ノミネート: 長編映画編集賞 - 1988年『ロジャー・ラビット』
- ノミネート: 長編映画編集賞 - 1992年『ラスト・オブ・モヒカン』
- 受賞: 長編映画編集賞 - 1994年『フォレスト・ガンプ/一期一会』
- ノミネート: 長編映画編集賞 (ドラマ部門) - 2000年『キャスト・アウェイ』
- 受賞: 長編映画編集賞 (コメディ・ミュージカル部門) - 2003年『パイレーツ・オブ・カリビアン/呪われた海賊たち』
- 受賞: 生涯功労賞 - 2008年

英国アカデミー賞
- ノミネート: 編集賞 - 1985年『バック・トゥ・ザ・フューチャー』
- ノミネート: 編集賞 - 1988年『ロジャー・ラビット』
- ノミネート: 編集賞 - 1994年『フォレスト・ガンプ/一期一会』